# Остредок
Остредок (словац. Ostredok) — самая высокая гора массива Велька Фатра в центральной Словакии. Высота 1592 м. Находится в Гольна Фатра, часть лесов которой вырублена. Рельеф вершины плоский, не возвышается над другими высотами хребта. Юго-западный склон горы довольно крутой, с большой опасностью схода снежных лавин в зимний период.